# Teredorus guizhouensis
Teredorus guizhouensis är en insektsart som beskrevs av Zheng, Z. 1993. Teredorus guizhouensis ingår i släktet Teredorus och familjen torngräshoppor. Inga underarter finns listade i Catalogue of Life.